# Zweiter Münzhort von Mir Zakah
Bei dem Zweiten Münzhort von Mir Zakah handelt es sich um den größten jemals weltweit gefundenen Münzschatz. Er wurde 1992 zufällig bei dem Dorf Mir Zakah (ca. 53 km nordöstlich von Gardez, Afghanistan) entdeckt und enthielt nach späteren Untersuchungen ca. drei bis vier Tonnen Gold, Silber und Bronzemünzen. Insgesamt wird es sich um etwa 500 000 Münzen gehandelt haben. Daneben fanden sich etwa zweihundert Kilogramm Gold- und Silberobjekte, wie Schalen und Figuren. Ein Großteil der Münzen ist zum Verkauf in die Schweiz verbracht worden. Der weitere Verbleib dieses wissenschaftlich wichtigen Fundes ist weitestgehend unbekannt und es wird befürchtet, dass viele Münzen eingeschmolzen wurden. 418 Münzen gelangten in die Aman-Ur-Rahman-Sammlung; einige wenige wurden vom Ashmolean Museum in Oxford angekauft. Nach den wenigen Informationen bestand der Hortfund aus frühen indischen, griechischen, griechisch-baktrischen, indo-griechischen, indo-skythischen, indo-parthischen und Kuschanmünzen. Bemerkenswert ist die Münze eines sonst nicht bezeugten Königs Nasten und die einzige bisher bekannte Goldmünze, die zu Lebzeiten Alexanders des Großen angefertigt wurde.